# Manuel Martos
Manuel Martos Bacarizo (2000. október 31. –) ifjúsági olimpiai bronzérmes spanyol úszó.

## Pályafutása
A 2017-es netánjai junior úszó-Európa-bajnokságon az ötödik helyen végzett 200 méter háton, a 4 × 100-as vegyes váltóval pedig hatodik lett. A következő év júliusában, a 2018-as junior Eb-nek otthont adó finn fővárosban, Helsinkiben, 200 méteres háton ismét az 5. helyen végzett, csakúgy mint a Buenos Airesben rendezett nyári ifjúsági olimpián, a 100 méteres hátúszás döntőjében. Ugyanitt, a 200 méter hát fináléjában megszerezte a bronzérmet, úgy hogy mindeközben – 1: 59,37-es időeredményével – országos csúcsot is úszott, míg az 50 méter hát előfutamából nem jutott tovább, és a 22. helyen zárt.